# Arthur Stanhope (6e comte Stanhope)
Arthur Philip Stanhope, 6e comte Stanhope (13 septembre 1838 - 19 avril 1905), est un homme politique du parti conservateur britannique. De 1855 à 1875, il est appelé vicomte Mahon.

## Biographie
Il est un fils de Philip Stanhope (5e comte Stanhope) et de son épouse Emily Harriet Kerrison. En tant que vicomte Mahon, il siège pendant quelques mois comme député de Leominster et revient à la Chambre des communes en tant que député de Suffolk East de 1870 à 1875. Il est président de l'Union nationale des associations conservatrices et constitutionnelles en 1875.
Il devient comte Stanhope à la mort de son père le 24 décembre 1875. Il est nommé premier commissaire des domaines ecclésiastiques en décembre 1878  et Lord Lieutenant du Kent de 1890 à 1905.

## Famille
Il épouse Evelyn Pennefather, fille de Richard Pennefather de Knockeevan, Comté de Tipperary et de son épouse, Emily Butler, fille de Richard Butler (1er comte de Glengall). Ils ont deux enfants:
- James Stanhope (7e comte Stanhope) (1880-1967)
- Richard Philip Stanhope (16 janvier 1885 - 15 septembre 1916), marié à Lady Beryl le Poer Trench (décédé en 1957), fille de William Le Poer Trench, 5e comte de Clancarty le 13 mai 1914, sans descendance. Il est tué à la Bataille de Flers-Courcelette.